# Comandante de Ejército de 2.º Rango

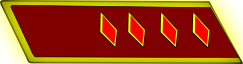
Insignia de Comandante de Ejército de 2.º Rango. El fondo depende de la especialidad de la unidad.

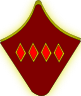
Insignia de Komandarm de 2.º Rango en la punta de la solapa del abrigo o chaqueta.

Comandante de Ejército de 2.º Rango o Komandarm de 2.º Rango (ruso: командарм 2-го ранга) fue un grado militar de general del Ejército Rojo. Komandarm es la contracción de "Comandante de Ejército" («командующий армией»), establecido en 1935 y abolido en 1940. Es superior al Komkor, pero inferior al de Komandarm de 1.er Rango. Equivale al grado de Comisario de 2.º Rango para la Seguridad del Estado.